# Harlem United
Harlem United – dominicki klub piłkarski, mający siedzibę w stolicy kraju Roseau, w dzielnicy Newtown.

## Historia
Chronologia nazw:
- 1970: Harlem Rovers
- 1979: Harlem Bombers
- 2003: Harlem United

Klub piłkarski Harlem Rovers został założony w dzielnicy Roseau zwanej Newtown w 1970 roku. W sezonie 1970 startował w rozgrywkach Division I i jako beniaminek zdobył swój pierwszy tytuł mistrzowski. W 1979 zmienił nazwę na Harlem Bombers. W 2003 przyjął obecną nazwę Harlem United.

## Sukcesy

### Trofea krajowe
| \| \| Zdobyte trofea w rozgrywkach Dominiki (stan na: 31-12-2017) \| |                                                             |      | |
| Rozgrywki                                                            | Osiągnięcie                                                 | Razy | Sezon(y) |
| Mistrzostwo                                                          | I miejsce                                                   | 20   | 1970, 1972, 1973, 1974, 1981, 1983, 1985, 1989, 1992, 1993, 1994, 1995, 1997, 1999, 2000, 2001, 2003, 2004, 2006, 2011/12 |
| Mistrzostwo                                                          | II miejsce                                                  | 0    | |
| Mistrzostwo                                                          | III miejsce                                                 | 0    | |
| Puchar                                                               | zdobywca                                                    | 13   | 1970, 1971, 1973, 1974, 1976, 1978, 1980, 1984, 1992, 1994, 1997, 2003, 2004                                              |
| Puchar                                                               | finalista                                                   | 3    | 1972, 1979, 2002 |
| Superpuchar                                                          | zdobywca                                                    | 4    | 2003, 2006, 2007, 2008 |
| Superpuchar                                                          | finalista                                                   | 1    | 2005 |
| Dominika                                                             | Zdobyte trofea w rozgrywkach Dominiki (stan na: 31-12-2017) |      | |

## Występy w rozgrywkachCONCACAF
- CFU Club Championship: 1 występ

2000 - pierwsza runda (grupa A - 4.miejsce)
 Joe Public FC – Harlem 2-0
 RKVFC Sithoc – Harlem 2-2
 SV Robinhood – Harlem 5-2

## Stadion
Klub rozgrywa swoje mecze domowe na stadionie Windsor Park w Roseau, który może pomieścić 12,000 widzów.